# Птолемей VII Неос
Птолемей VII Неос Філопатор (грец. Πτολεμαῖος Νέος, 152 до н. е. — 145 до н. е.) — цар Єгипту у 145 до н. е..

## Життєпис
Походив з династії Птолемеїв. Син Птолемея VI Філометора, царя Єгипту, та Клеопатри ІІ. Незадовго до смерті батька малого Птолемея було короновано співволодарем Єгипту.після смерті батька у 145 році до н. е. Клеопатра II намагалася зберегти владу за своїм сином та співправителем, проте вимушена була поступитися тиску свого брата Птолемея Фіскона.
За угодою між ними царями Єгипту оголошено Птолемея Неоса Філопатора, Клеопатру та Птолемея Фіскона, останні також повинні були пошлюбитися. У день весілля за наказом Птолемея VIII його небожа Птолемея VII було вбито.